# Chigubo
Chigubo é uma povoação do distrito do mesmo nome da província de Gaza, no sul de Moçambique. Até 2002 era a sede do distrito, que foi depois transferida para Ndidiza.